# Avenida Colfax
Colfax Avenue o la Avenida Colfax es la calle principal que recorre el este y el oeste a través del área metropolitana de Denver-Aurora en Colorado. Como la Carretera 40, fue una de las dos principales carreteras de Denver antes de que se construyera el Sistema Interestatal de Carreteras. En el sistema local de calles, se encuentra a 15 cuadras al norte del punto cero (Avenida Ellsworth, a una cuadra al sur de la 1ª Avenida ). Por esta razón, normalmente se conoce como la "15 Avenida". Sin embargo, la calle fue nombrada con el apellido del político del siglo XIX Schuyler Colfax. Al este, la calle pasa a través de la ciudad de Aurora, luego en Denver, y al oeste, a través de Lakewood y la parte meridional de Golden. La Avenida Colfax pasa a través de Aurora, en el centro histórico de la ciudad, y bordea la parte sur del centro de Denver. Debido a la alta densidad, y el uso mixto de desarrollos inmobiliario y comercial a lo largo de la Avenida Colfax, la ruta de autobús 15 - East Colfax del Distrito Regional de Transportación tiene el número más alto de pasajeros en el sistema de la RTD (por sus siglas en inglés). En 2006 se celebró, el primer Maratón Colfax de Colorado, a lo largo de toda la Avenida Colfax a través de las tres ciudades.
Coloquialmente, la arteria es referida a simplemente como "Colfax", un nombre que se ha asociado con la prostitución y la delincuencia. La revista Playboy antes llamada Colfax "la calle ancha más larga en Estados Unidos". Sin embargo, ese tipo de afirmaciones en realidad son solamente a un corto tramo aislado de 26 millas de longitud de la calle. Periódicamente, la Avenida Colfax es sometida a remodelaciones por los municipios a lo largo de su curso en los que las nuevas viviendas, negocios y restaurantes se encuentran. Algunos dicen que estos nuevos desarrollos denigran el carácter de Colfax, mientras que otros temen que causan gentrificación y aumenta el tráfico de la zona.

## Lugares históricos
Estos lugares a lo largo de la Avenida Colfax se han enumerado en el Registro Nacional de Lugares Históricos: 
Basílica de la Inmaculada Concepción 

Distrito Histórico del Centro Cívico 

Casa de la Moneda de Denver 

Edificio West Side Tribunal 

East High School 

Davies Chuck Wagon Diner 

Sección Hill, Cementerio Golden Hill